# Грицуняк Антін Андрійович
Грицуняк Антін Андрійович (бл. 1820, с. Чернихівці, нині Збаразького району Тернопільської області — 29 березня 1900, там само) — український народний розповідач з Тернопільщини, війт Чернихівців.

## Життєпис
Заможний ґазда (господар), неписьменний. Ставши війтом, доклав зусиль для подолання безладу в селі (пияцтва, крадійства, занедбання). У 1880 році брав участь (мав коротку промову) у першому руському вічі у Львові. Симпатик Русько-української радикальної партії з 1890-х років, виступав на мітингах партії у Збаражі, селах повіту, Тернополі, Львові. 2 рази приїжджав до Львова на з'їзди РУРП (через втому, недугу не виступав). Гостював Івана Франка у 1895 році
Був глибоко релігійним, критикував деморалізаційну роботу деяких священиків, через що мав непорозуміння, зокрема, з парохом села о. Курдидиком.
На його смерть І. Франко відгукнувся некрологом у газеті «Свобода» за 5 квітня 1900 року. На похороні був присутній посол Галицького сейму Дмитро Остапчук.

### Творчість
Складав притчі, дотепні оповідання, сатиричні мініатюри, легенди. У 1895 році з ним познайомився Іван Франко, який записав (у грудні 1895, червні 1897 років у Чернихівцях) від нього сатиричні оповідання: «Свинська конституція» (лягла в основу однойменної сатири І. Франка), «Притча про графа Бадені», «Розбійники та піп» та інші. Зібрані і записані І. Франком з вуст А. Грицуняка твори (оповідання, пісні, легенди («Чоловіка не наситиш» та інші), перекази) були видані збіркою: «Антін Грицуняк, його життє та смерть і спадщина, яка по нім лишалася для нас» (1902 р.).